# Tilapia snyderae
Tilapia snyderae é uma espécie de peixe da família Cichlidae.
É endémica de Camarões.